# Yasa Jupiter
La Yasa Jupiter è una portarinfuse di proprietà turca battente bandiera delle Isole Marshall. È stata la prima nave mercantile danneggiata durante l'invasione russa dell'Ucraina nel 2022.

## Caratteristiche
La Yasa Jupiter ha una portata lorda di 61.000 tpl. È lunga 199,9 m, larga 32 m e ha un pescaggio di 9,1 m. È gestita da un equipaggio di 19 persone.

## Storia
Il 24 febbraio 2022, la Yasa Jupiter stava transitando attraverso il Mar Nero diretta in Romania dopo aver scaricato il suo carico a Odessa, in Ucraina. Durante la navigazione, la nave fu colpita da un missile che colpì uno dei suoi portelli e frantumò i finestrini del ponte. Nessuno dei diciannove membri dell'equipaggio (8 turchi e 11 ucraini) rimase ferito e la nave fu in grado di proseguire la sua rotta verso la Romania.